# اردلان اسماعیلی
اردلان اسماعیلی (انگلیسی: Ardalan Esmaili؛ زادهٔ ۲۲ مارس ۱۹۸۶) بازیگر اهل سوئد است. وی از سال ۲۰۰۷ میلادی تاکنون مشغول فعالیت بوده‌است.
از فیلم‌ها یا برنامه‌های تلویزیونی که وی در آن نقش داشته‌است می‌توان به دومینو  و دشمن اشاره کرد.

## جوایز و افتخارات
| سال  | جشنواره                                  | دسته‌بندی            | نتیجه | منبع  |
| ---- | ---------------------------------------- | ------------------- | ----- | ----- |
| ۲۰۱۹ | شصت و نهمین جشنواره بین‌المللی فیلم برلین | جایزه شوتینگ استارز | برنده | [ ۱ ] |